# Barbados a 2000. évi nyári olimpiai játékokon
Barbados az ausztráliai Sydneyben megrendezett 2000. évi nyári olimpiai játékok egyik részt vevő nemzete volt. Az országot az olimpián 6 sportágban 18 sportoló képviselte, akik összesen 1 érmet szereztek. Obadele Thompson Barbados első érmét szerezte az olimpiai játékok történetében.

## Érmesek
| Érem  | Versenyző        | Sportág  | Versenyszám |
| ----- | ---------------- | -------- | ----------- |
| Bronz | Obadele Thompson | Atlétika | Férfi 100 m |

## Atlétika
Férfi
| Versenyző                                                 | Versenyszám     | Előfutam | Előfutam | Előfutam | Negyeddöntő | Negyeddöntő | Negyeddöntő | Elődöntő | Elődöntő | Elődöntő | Döntő   | Döntő    |
| Versenyző                                                 | Versenyszám     | Idő      | Hely.    | Össz.    | Idő         | Hely.       | Össz.       | Idő      | Hely.    | Össz.    | Idő     | Helyezés |
| --------------------------------------------------------- | --------------- | -------- | -------- | -------- | ----------- | ----------- | ----------- | -------- | -------- | -------- | ------- | -------- |
| Obadele Thompson                                          | 100 m           | 10,23    | 1.       | 5.       | 10,04       | 1.          | 1.          | 10,15    | 2.       | 5.       | 10,04   |          |
| Obadele Thompson                                          | 200 m           | 20,69    | 1.       | 12.      | 20,16       | 1.          | 4.          | 20,21    | 4.       | 5.       | 20,20   | 4.       |
| Fabian Rollins                                            | 400 m           | 46,85    | 6.       | 54.      | kiesett     | kiesett     | kiesett     | kiesett  | kiesett  | kiesett  | kiesett | kiesett  |
| Milton Browne                                             | 800 m           | 1:47,63  | 5.       | 22.      |             |             |             | kiesett  | kiesett  | kiesett  | kiesett | kiesett  |
| Gabriel Burnett                                           | 110 m gát       | 14,23    | 5.       | 36.      | kiesett     | kiesett     | kiesett     | kiesett  | kiesett  | kiesett  | kiesett | kiesett  |
| Victor Houston                                            | 110 m gát       | 14,06    | 7.       | 32.      | kiesett     | kiesett     | kiesett     | kiesett  | kiesett  | kiesett  | kiesett | kiesett  |
| Victor Houston                                            | 400 m gát       | 51,51    | 7.       | 49.      |             |             |             | kiesett  | kiesett  | kiesett  | kiesett | kiesett  |
| Wilan Louis Victor Houston Gabriel Burnett Fabian Rollins | 4 × 100 m váltó | 40,38    | 8.       | 37.      |             |             |             | kiesett  | kiesett  | kiesett  | kiesett | kiesett  |

Női
| Versenyző                                                            | Versenyszám     | Előfutam | Előfutam | Előfutam | Negyeddöntő | Negyeddöntő | Negyeddöntő | Elődöntő | Elődöntő | Elődöntő | Döntő   | Döntő    |
| Versenyző                                                            | Versenyszám     | Idő      | Hely.    | Össz.    | Idő         | Hely.       | Össz.       | Idő      | Hely.    | Össz.    | Idő     | Helyezés |
| -------------------------------------------------------------------- | --------------- | -------- | -------- | -------- | ----------- | ----------- | ----------- | -------- | -------- | -------- | ------- | -------- |
| Joanne Durant                                                        | 100 m           | 11,82    | 7.       | 52.*     | kiesett     | kiesett     | kiesett     | kiesett  | kiesett  | kiesett  | kiesett | kiesett  |
| Joanne Durant                                                        | 200 m           | 23,90    | 7.       | 42.*     | kiesett     | kiesett     | kiesett     | kiesett  | kiesett  | kiesett  | kiesett | kiesett  |
| Tanya Oxley                                                          | 400 m           | 54,22    | 5.       | 41.      | kiesett     | kiesett     | kiesett     | kiesett  | kiesett  | kiesett  | kiesett | kiesett  |
| Andrea Blackett                                                      | 400 m gát       | 56,31    | 3.       | 14.      |             |             |             | 55,30    | 7.       | 11.      | kiesett | kiesett  |
| Melissa Straker-Taylor Andrea Blackett Sherline Williams Tanya Oxley | 4 × 400 m váltó | 3:30,83  | 5.       | 14.      |             |             |             |          |          |          | kiesett | kiesett  |

* - egy másik versenyzővel azonos eredményt ért el

## Cselgáncs
Férfi
| Versenyző    | Versenyszám | Selejtező         | 32-es főtábla                       | Nyolcaddöntő      | Negyeddöntő       | Elődöntő          | Vigaszág első kör | Vigaszág negyeddöntő | Vigaszág elődöntő | Bronz- mérkőzés   | Döntő             | Helyezés    |
| Versenyző    | Versenyszám | Ellenfél Eredmény | Ellenfél Eredmény                   | Ellenfél Eredmény | Ellenfél Eredmény | Ellenfél Eredmény | Ellenfél Eredmény | Ellenfél Eredmény    | Ellenfél Eredmény | Ellenfél Eredmény | Ellenfél Eredmény | Helyezés    |
| ------------ | ----------- | ----------------- | ----------------------------------- | ----------------- | ----------------- | ----------------- | ----------------- | -------------------- | ----------------- | ----------------- | ----------------- | ----------- |
| Andrew Payne | Könnyűsúly  |                   | Sebastián Alquati (ARG) · 0010-1010 | kiesett           | kiesett           | kiesett           |                   |                      |                   |                   |                   | helyezetlen |

## Ökölvívás
| Versenyző | Versenyszám  | Selejtező               | Nyolcaddöntő      | Negyeddöntő       | Elődöntő          | Döntő             | Helyezés |
| Versenyző | Versenyszám  | Ellenfél Eredmény       | Ellenfél Eredmény | Ellenfél Eredmény | Ellenfél Eredmény | Ellenfél Eredmény | Helyezés |
| --------- | ------------ | ----------------------- | ----------------- | ----------------- | ----------------- | ----------------- | -------- |
| Shawn Cox | Félnehézsúly | John Dovi (FRA) · 10-14 | kiesett           | kiesett           | kiesett           | kiesett           | 17.      |

## Sportlövészet
Férfi
| Versenyző       | Versenyszám | Selejtező | Selejtező | Döntő   | Döntő    |
| Versenyző       | Versenyszám | Pont      | Helyezés  | Pont    | Helyezés |
| --------------- | ----------- | --------- | --------- | ------- | -------- |
| Michael Maskell | Skeet       | 119       | 23.*      | kiesett | kiesett  |

* - nyolc másik versenyzővel azonos eredményt ért el

## Úszás
Férfi
| Versenyző      | Versenyszám | Előfutam | Előfutam | Előfutam | Elődöntő | Elődöntő | Elődöntő | Döntő   | Döntő    |
| Versenyző      | Versenyszám | Idő      | Hely.    | Össz.    | Idő      | Hely.    | Össz.    | Idő     | Helyezés |
| -------------- | ----------- | -------- | -------- | -------- | -------- | -------- | -------- | ------- | -------- |
| Damian Alleyne | 200 m gyors | 1:52,75  | 1.       | 27.      | kiesett  | kiesett  | kiesett  | kiesett | kiesett  |
| Damian Alleyne | 400 m gyors | 3:58,12  | 3.       | 26.      |          |          |          | kiesett | kiesett  |
| Nicky Neckles  | 100 m hát   | 1:00,19  | 8.       | 51.      | kiesett  | kiesett  | kiesett  | kiesett | kiesett  |

Női
| Versenyző       | Versenyszám | Előfutam | Előfutam | Előfutam | Elődöntő | Elődöntő | Elődöntő | Döntő   | Döntő    |
| Versenyző       | Versenyszám | Idő      | Hely.    | Össz.    | Idő      | Hely.    | Össz.    | Idő     | Helyezés |
| --------------- | ----------- | -------- | -------- | -------- | -------- | -------- | -------- | ------- | -------- |
| Leah Martindale | 50 m gyors  | 26,05    | 3.       | 23.*     | kiesett  | kiesett  | kiesett  | kiesett | kiesett  |
| Leah Martindale | 100 m gyors | 57,21    | 1.       | 24.      | kiesett  | kiesett  | kiesett  | kiesett | kiesett  |

* - egy másik versenyzővel azonos eredményt ért el

## Vitorlázás
Férfi
| Versenyző       | Versenyszám     | Futam | Futam | Futam | Futam | Futam | Futam | Futam | Futam | Futam | Futam | Futam | Pontszám | Helyezés |
| Versenyző       | Versenyszám     | 1     | 2     | 3     | 4     | 5     | 6     | 7     | 8     | 9     | 10    | 11    | Pontszám | Helyezés |
| --------------- | --------------- | ----- | ----- | ----- | ----- | ----- | ----- | ----- | ----- | ----- | ----- | ----- | -------- | -------- |
| O'Neal Marshall | Szörfvitorlázás | (37)  | 32    | 32    | (34)  | 31    | 34    | 32    | 31    | 31    | 31    | 33    | 287,0    | 34.      |